# La Chapelle-Thouarault
La Chapelle-Thouarault è un comune francese di 1 966 abitanti situato nel dipartimento dell'Ille-et-Vilaine nella regione della Bretagna.

## Società

### Evoluzione demografica
Abitanti censiti